# Neohaematopinus batuanae
Neohaematopinus batuanae är en insektsart som beskrevs av Ferris 1923. Neohaematopinus batuanae ingår i släktet Neohaematopinus och familjen ledlöss. Inga underarter finns listade i Catalogue of Life.